# René Pétillon
Pour les articles homonymes, voir Pétillon.
René Pétillon, dit Pétillon, né le 12 décembre 1945 à Lesneven (Finistère) et mort le 30 septembre 2018 à Paris, est un auteur de bande dessinée et un dessinateur de presse français.

## Biographie
René Pétillon grandit à Lesneven dans le pays de Léon où ses parents sont boulangers et sa famille catholique traditionnelle. Autodidacte, il commence par être publié dans la revue Planète en 1968 et jusqu'en 1972 dans divers magazines comme L'Enragé, Plexus, etc. Il entre ensuite au journal Pilote. En 1974, il crée l'inspecteur Jack Palmer ; celui-ci devient rapidement son personnage fétiche et figure au sommaire de plusieurs magazines comme L'Écho des savanes, Pilote, Télérama, VSD.
Pour le dessinateur Yves Got, il scénarise Le Baron noir, d'abord en planches dans l’Écho des savanes puis en strips quotidiens dans Le Matin de Paris. Il suit un parcours plutôt atypique, n'hésitant pas, au gré des opportunités, à collaborer avec des magazines, tantôt sérieux, tantôt plus provocants. C'est ainsi qu'il entre peu à peu dans le dessin de presse, d'abord par une planche d'actualité dans l'hebdomadaire VSD, puis à partir de 1993, au Canard enchaîné.
René Pétillon est lauréat du grand prix de la Ville d'Angoulême en 1989 et du grand prix de l'humour vache 2002 au Salon international du dessin de presse et d'humour de Saint-Just-le-Martel.
En 2006, à la suite des polémiques au sujet de la publication de dessins satiriques représentant le prophète Mahomet dans la presse scandinave, Le Monde a interrogé huit dessinateurs et caricaturistes dont Pétillon « Assimiler l'islam au terrorisme, cela peut faire tousser. Quand on critique les intégristes, tous ces 'délirants' qui brouillent le message d'une religion quelle qu'elle soit, on ne doit pas tomber dans l'amalgame. Il faut cibler et ne pas causer de dommages collatéraux. En attaquant le prophète, on attaque tous les musulmans. Les gens ont le droit de croire en ce qu'ils veulent. Ce que j'attaque, ce sont ceux qui interprètent les religions et qui imposent leurs vues... ».
L'album L'Enquête corse (prix du meilleur album au Festival d'Angoulême 2001 et le prix de l'humour corse) représente un « triomphe d'édition » : vendu à 300 000 exemplaires, il est adapté pour le cinéma dans un film homonyme, réalisé par Alain Berberian et sorti le 7 octobre 2004. Sa jeunesse dans une famille catholique lui inspire l'ouvrage Super catho, conçu avec Florence Cestac et publié en 2004.
Le trait de René Pétillon a évolué vers un grand dynamisme. Son humour est pertinent et sans méchanceté, comme en témoigne l'accueil chaleureux que la population corse a fait à l'album L'Enquête corse qui pointe pourtant du doigt la complexité et parfois l'absurdité de la vie politique sur l'Île de beauté. D'après le chroniqueur culturel Olivier Delcroix, « la force de l'œuvre de Pétillon » tient à « son éclectisme graphique et littéraire ».
Durant l'été 2009, un nouvel album de l'inspecteur Palmer Enquête au Paradis est pré-publié par planches hebdomadaires dans Le Canard enchaîné.
Il a collaboré à Charlie Hebdo pendant quelques numéros après la reparution en février 2015.
René Pétillon est l'un des dessinateurs français les plus connus dans le domaine de la satire politique grâce à son travail pour Le Canard enchaîné. « Le grand succès de sa bande dessinée L’Enquête corse découle directement de mon travail au Canard », avait assuré le dessinateur en 2013. Il y est entré en 1993 et met fin à sa collaboration en 2017 pour se concentrer sur la bande dessinée,,.
En 2017, il réalise l'image des Rencontres-Promenades d'Argentat-sur-Dordogne sur le thème « Rallumons les Lumières ! », image tirée en poster pour lui rendre hommage à sa mort en 2018.

### Mort
René Pétillon meurt à l'âge de 72 ans le 30 septembre 2018 dans le 15e arrondissement de Paris, des suites d'un cancer du poumon. Ses obsèques se tiennent le 5 octobre au crématorium du cimetière du Père-Lachaise, où il est incinéré.

## Publications

### Bande dessinée

#### Albums
- Le Baron noir (scénario), avec Yves Got (dessin), auto-édition et Le Matin de Paris, 6 volumes, 1976-1981.
- Jack Palmer :

1. Pétillon, Éditions du Fromage, 1976. Réédité par sous le titre Gourous, derviches and co en 1979 puis par Albin Michel sous le titre Une sacrée salade en 1983.
2. Mister Palmer et Docteur Supermarketstein, Éditions du Fromage, 1977.
3. La Dent creuse, Éditions du Fromage, 1978.
4. Les Disparus d'Apostrophes, Dargaud, 1982.
5. Le Chanteur de Mexico, Dargaud, 1984.
6. Le Prince de la BD, Dargaud, 1985.
7. Le Pékinois, Dargaud, 1987.
8. Un détective dans le yucca, Albin Michel, coll. « L'Écho des Savanes », 1989.
9. Narco-dollars, Albin Michel, coll. « L'Écho des Savanes », 1990.
10. Un privé dans la nuit, Albin Michel, 1993.
11. L'Affaire du top model, Albin Michel, 1995.
12. L'Enquête corse, Albin Michel, 2000.
13. L'Affaire du voile, Albin Michel, 2006.
14. Enquête au paradis, Dargaud, 2009.
15. Palmer en Bretagne, Dargaud, 2013.

- Le Chien des Basketville, Éditions du Fromage, 1979.
- Les carottes sont cuites, Les Humanoïdes Associés, coll. « Métal Hurlant », 1980.
- Bienvenue aux terriens, Dargaud, 1982.
- La Fin du monde est pour ce soir, Albin Michel, 1986.
- Dico et Charles (scénario), avec Jean-Marc Rochette (dessin), Albin Michel :

1. Panique à Londres, 2003[12].
2. Scandale à New-York, 2004.
3. Triomphe à Hollywood, 2006.

- Super Catho (scénario), avec Florence Cestac (dessin), Dargaud, 2004[13],[14].
- Rencontres improbables, Dargaud, 2016.

#### Collectifs
- Une histoire dans Demain l'an 3000, Albin Michel, 1999.
- Une histoire dans Cestac Color, Sketch, 2001.
- « Lucien Candidat » (scénario), avec Jean-Marc Rochette (dessin), dans Lucien hors-série : 25 piges, Les Humanoïdes Associés, 2004.
- Participation à Rire contre le racisme, Jungle, 2006.

### Dessin de presse
- L'Année du tag, Albin Michel, 1991
- La Conjoncture est générale, Albin Michel, 1993
- En plein dans le potage, Albin Michel, 1996
- Folle ambiance, Denoël, 1996
- Encore raté!, Denoël 1997
- Calme élyséen, Denoël 1998
- Juppé me stimule, Hors Collection, coll. « Carton à dessin », 1997
- C'est l'époque qui veut ça, Albin Michel, 1998
- Y'à qu'à tout changer, Albin Michel, 1998[15]
- On aura tout vu, Albin Michel, coll. « L'Écho des Savanes », 1999
- L'An 2000 m'inquiète, Denoël, 1999
- Ça va faire m@l.com, Albin Michel, 2000
- L'enquête continue, Albin Michel 2001
- On fait comme on a dit, Albin Michel 2002
- Le Meilleur de Pétillon, Albin Michel, 2002
- Bons Baisers de Corse et d'ailleurs, Albin Michel 2003[16]
- Vous pensez à quoi en ce moment?, Albin Michel 2004
- Sortie des urnes, Albin Michel, 2005
- Ségolène?, Albin Michel, 2006
- J'y suis!, Dargaud, 2007
- Sarkorama, Dargaud, 2008
- L'Intégrale corse, Les Arènes, 2009
- Un certain climat, Dargaud, 2017

## Adaptations
Quelques productions télévisuelles ou cinématographiques ont été adaptées de son œuvre de bande dessinée :
- 2001 : Jack Palmer, série télévisée d'animation reprenant son personnage Jack Palmer, à laquelle Pétillon a lui-même collaboré ;
- 2004 : L'Enquête corse d'Alain Berberian, film adapté de la bande dessinée L'Enquête corse ;
- 2009 : King Guillaume, film adapté de la bande dessinée Panique à Londres.

## Récompenses
- 1989 : grand prix de la ville d'Angoulême.
- 2017 : Grand Boum-Ville de Blois.

#### Entretiens
- René Pétillon (int. par Jean Léturgie), « Entretien avec Pétillon », Schtroumpfanzine, no 24,‎ novembre 1978, p. 3-13.
- René Pétillon (int. par Numa Sadoul), dans Dessinateurs de presse : entretiens avec Cabu, Charb, Kroll, Luz, Pétillon, Siné, Willem et Wolinski, Glénat, Grenoble, 2014, 215 p.  (ISBN 978-2-344-00016-8).
- René Pétillon (int. par Christian-Marc Bosséno et Marielle Silhouette), « Une sorte de chatouillement. Entretien avec Pétillon (Auteur de bandes dessinées et dessinateur au Canard Enchaîné) », Sociétés & Représentations, no 10, février 2000, pp. 219-223 (en ligne).